# Campeonato Europeu de Atletismo em Pista Coberta de 2021 - 3000 m masculino
A prova dos 3000 metros masculino do Campeonato Europeu de Atletismo em Pista Coberta de 2021 foi disputada entre os dias 6 e 7 de março de 2021 na Arena Toruń, em Toruń, na Polónia.

## Recordes
Antes desta competição, os recordes mundiais e do campeonato nesta prova eram os seguintes:
|                       | Nome           | Nacionalidade | Tempo     | Local     | Data                    |
| --------------------- | -------------- | ------------- | --------- | --------- | ----------------------- |
| Recorde mundial       | Daniel Komen   | Quênia        | 7m 24s 90 | Budapeste | 6 de fevereiro de 1998  |
| Recorde do campeonato | Ali Kaya       | Turquia       | 7m 38s 42 | Praga     | 7 de março de 2015      |
| Recorde europeu       | Sergio Sánchez | Espanha       | 7m 32s 41 | Valência  | 13 de fevereiro de 2010 |

## Medalhistas
| Ouro                     | Prata              | Bronze             |
| Jakob Ingebrigtsen (NOR) | Isaac Kimeli (BEL) | Adel Mechaal (ESP) |

## Cronograma
Todos os horários são locais (UTC +1).
| Data       | Hora  | Evento  |
| ---------- | ----- | ------- |
| 6 de março | 11:25 | Bateria |
| 7 de março | 17:52 | Final   |

## Resultados

### Bateria
Qualificação: 3 atletas de cada bateria (Q) mais os 3 melhores qualificados (q).
| Posição | Bateria | Atleta                     | Nacionalidade | Tempo   | Notas           |
| ------- | ------- | -------------------------- | ------------- | ------- | --------------- |
| 1       | 2       | Andrew Butchart            | Reino Unido   | 7:46.46 | Q               |
| 2       | 2       | Adel Mechaal               | Espanha       | 7:46.52 | Q,              |
| 3       | 2       | Robin Hendrix              | Bélgica       | 7:46.76 | Q,              |
| 4       | 2       | Hugo Hay                   | França        | 7:47.30 | q,              |
| 5       | 2       | Seán Tobin                 | Irlanda       | 7:47.71 | q,              |
| 6       | 2       | Marcel Fehr                | Alemanha      | 7:48.06 | q,              |
| 7       | 3       | Jimmy Gressier             | França        | 7:48.93 | Q               |
| 8       | 3       | Isaac Kimeli               | Bélgica       | 7:49.46 | Q               |
| 9       | 3       | Jakob Ingebrigtsen         | Noruega       | 7:49.52 | Q,              |
| 10      | 3       | Mike Foppen                | Países Baixos | 7:49.99 |                 |
| 11      | 3       | Phil Sesemann              | Reino Unido   | 7:51.70 |                 |
| 12      | 2       | Andreas Vojta              | Áustria       | 7:53.07 |                 |
| 13      | 3       | Samuel Barata              | Portugal      | 7:53.39 | Recorde pessoal |
| 14      | 1       | Mohamed Katir              | Espanha       | 7:54.95 | Q               |
| 15      | 1       | Narve Gilje Nordås         | Noruega       | 7:55.03 | Q               |
| 16      | 1       | Jack Rowe                  | Reino Unido   | 7:55.67 | Q               |
| 17      | 1       | Djilali Bedrani            | França        | 7:55.76 |                 |
| 18      | 3       | Brian Fay                  | Irlanda       | 7:56.13 |                 |
| 19      | 2       | Joel Ibler Lillesø         | Dinamarca     | 7:56.30 |                 |
| 20      | 1       | Yassin Bouih               | Itália        | 7:56.66 |                 |
| 21      | 1       | Jonas Raess                | Suíça         | 7:57.37 |                 |
| 22      | 2       | Isaac Nader                | Portugal      | 7:58.10 |                 |
| 23      | 3       | Gonzalo García             | Espanha       | 7:59.09 |                 |
| 24      | 2       | Bjørnar Sandnes Lillefosse | Noruega       | 8:02.00 |                 |
| 25      | 3       | Mikkel Dahl-Jessen         | Dinamarca     | 8:03.50 |                 |
| 26      | 3       | Jonatan Fridolfsson        | Suécia        | 8:03.87 |                 |
| 27      | 1       | John Travers               | Irlanda       | 8:05.96 |                 |
| 28      | 1       | Jakob Dybdal Abrahamsen    | Dinamarca     | 8:08.04 |                 |
| 29      | 2       | John Foitzik               | Suécia        | 8:08.63 |                 |
| 30      | 1       | Vidar Johansson            | Suécia        | 8:20.21 |                 |
| 31      | 3       | Abdurrahman Gediklioğlu    | Turquia       | 8:23.82 |                 |
| 32      | 1       | John Heymans               | Bélgica       | DSQ     |                 |
| 32      | 2       | Marcin Lewandowski         | Polónia       | DNS     |                 |
| 32      | 1       | Michał Rozmys              | Polónia       | DNS     |                 |

### Final
A final aconteceu às 17:52 no dia 7 de março de 2021.
| Posição           | Atleta             | Nacionalidade | Tempo   | Notas                |
| ----------------- | ------------------ | ------------- | ------- | -------------------- |
| Medalha de ouro   | Jakob Ingebrigtsen | Noruega       | 7:48.20 | Recorde pessoal      |
| Medalha de prata  | Isaac Kimeli       | Bélgica       | 7:49.41 |                      |
| Medalha de bronze | Adel Mechaal       | Espanha       | 7:49.47 |                      |
| 4                 | Mohamed Katir      | Espanha       | 7:49.72 |                      |
| 5                 | Narve Gilje Nordås | Noruega       | 7:50.21 | Recorde pessoal      |
| 6                 | Hugo Hay           | França        | 7:51.82 |                      |
| 7                 | Andrew Butchart    | Reino Unido   | 7:52.15 |                      |
| 8                 | Jimmy Gressier     | França        | 7:52.43 |                      |
| 9                 | Jack Rowe          | Reino Unido   | 7:53.47 | Recorde da temporada |
| 10                | Marcel Fehr        | Alemanha      | 7:54.48 |                      |
| 11                | Seán Tobin         | Irlanda       | 7:58.11 |                      |
| 12                | Robin Hendrix      | Bélgica       | 7:59.86 |                      |

Legenda
| Recorde mundial       | Recorde mundial (World record)               |                       | Recorde africano                      | Recorde africano (African) |                                           | Q | Classificado por posição (Qualified) |
| Recorde do campeonato | Recorde do campeonato (Championship record)  | Recorde da América    | Recorde da América (Americas)         | q                          | Classificado por melhor tempo (Qualified) |   |                                      |
| Melhor marca do ano   | Melhor marca do ano (World leading)          | Recorde asiático      | Recorde asiático (Asian)              | DNS                        | Não largou (Did not start)                |   |                                      |
| Recorde nacional      | Recorde nacional (National record)           | Recorde europeu       | Recorde europeu (European)            | DNF                        | Não terminou (Did not finish)             |   |                                      |
| Recorde pessoal       | Recorde pessoal do atleta (Personal best)    | Recorde da Oceania    | Recorde da Oceania (Oceania)          | DSQ / DQ                   | Desclassificado (Disqualified)            |   |                                      |
| Recorde da temporada  | Recorde da temporada do atleta (Season best) | Recorde sul-americano | Recorde sul-americano (South America) | NM                         | Sem marca (No mark)                       |   |                                      |